# Unión Barranco
El Unión Barranco fue un equipo de fútbol perteneciente al distrito de Distrito de Barranco, del Departamento de Lima, del Perú. El club, se afilia a la Liga Peruana de Fútbol, en la División Intermedia. Luego es promovido a la Primera División de 1921.

## Historia
El club Unión Barranco fue un club de fútbol peruano, fundado en 1905, perteneciente al Distrito de Barranco. En sus inicios, practicó el fútbol con otros equipos distrito, que años después fundaron la Liga de Balnearios. A su vez, compitió con otros de la capital contemporáneos. Posteriormente, se integra a la División Intermedia en 1918, organizada por la Liga Peruana de Foot Ball. Su mejor temporada fue en 1920, año que logra posicionarse entre los mejores equipos de la Intermedia y ser promovido a la primera división de la liga, del siguiente año.
En el Campeonato Peruano de Fútbol de 1921, el Unión Barranco logra ubicarse en la décima posición, al terminar el torneo. Enfrentó a equipos importantes del momento como: Sport Inca, Jorge Chávez Nº 2, Jorge Chávez Nº 1, Juan Bielovucic, Sport Huáscar, Sport Sáenz Peña, Sport Alianza, Sport Progreso, Association Alianza y Sport José Gálvez. 
Para el año 1922 al 1925, el torneo de la primera división fue suspendido. Sin embargo, la División Intermedia continuó operando en su lugar. Unión Barranco, continuó participando en la División Intermedia hasta 1928. Luego desciende a la Liga de Balnearios. En esa época era denominado Segunda División Liga Provincial de Balnearios, que equivaldría a la tercera división de hoy. Desde entonces, el Unión Barranco no regresó a la Primera División o a la División Intermedia. Pocos años después, desapareció.

## Datos del club
- Temporadas en División Intermedia: 10  (1918 al 1920 y 1922 al 1928 ).
- Temporadas en Primera División: 1 (1921).
- Mejores Resultados:
- Peores Derrotas:

## Enlaces
- Campeonato Peruano de Fútbol de 1921
- Breve Historia Liga Peruana
- Resumén de 1921

- Datos: Q85879104